# ویلهلم کاور
ویلهلم کاور (Wilhelm Cauer) (متولد ۲۴ ژوئن ۱۹۰۰ – درگذشت ۲۲ آوریل ۱۹۴۵)، ریاضی‌دان و دانشمند آلمانی بود. او بیشتر به‌خاطر فعالیت در زمینه تجزیه و سنتز فیلترهای الکتریکی مورد توجه قرار گرفت، تلاش‌های او سرآغاز توسعه ترکیب شبکه بود. پیش از فعالیت‌های کاور، برای طراحی فیلتر الکترونیکی از تکنیک‌هایی استفاده می‌شد که تنها قادر بودند رفتار فیلتر را در شرایط غیرواقعی به‌طور دقیق پیش‌بینی کنند. این امر مستلزم این بود که طراح برای انتخاب مقاطع مناسب برای گنجاندن در طراحی، تجربه خوبی داشته باشد. کاور اساس کار خود را بر پایه‌های مستحکم ریاضیاتی قرارداد و ابزارهایی را معرفی کرد، که قادر به ارائه راه حل‌های دقیقی برای مشخصات داده شده در جهت طراحی یک فیلتر الکترونیکی بودند.
تخصص اولیه کاور در نسبیت عام بود، اما به زودی به مهندسی برق روی آورد. همکاری او با یکی از شرکت‌های آلمان از زیرمجموعه شرکت تلفن بل، او را با مهندسان برجسته آمریکایی در زمینه فیلترها آشنا ساخت. این آشنایی زمانی مفید واقع شد که در دهه ۱۹۲۰ همزمان با بحران اقتصادی آلمان، کاور قادر به تأمین مالی فرزندانش نبود، لذا به ایالات متحده نقل مکان کرد. او قبل از بازگشت به آلمان، در ایالات متحده به مطالعه تکنیک‌های پایه کامپیوتری پرداخت. به عقیده پسر ویلهلم کاور، با روی کار آمدن حزب نازی در آلمان، کاور شغل خود را از دست داد، زیرا اجداد دور او یهودی بودند. در جریان سقوط برلین، کاور به دست سربازان شوروی به قتل رسید.
در طول جنگ، دست‌نوشته‌های برخی از مهم‌ترین آثار منتشرنشده کاور از بین رفت. با این حال، خانواده‌اش توانستند بسیاری از این مطالب را از یادداشت‌های او بازسازی کنند؛ لذا پس از مرگ وی، جلد دوم Theorie der linearen Wechselstromschaltungen منتشر شد. امروزه میراث کاور، روش ترکیب شبکه است که به عنوان انتخابی برای طراحی شبکه به‌کار می‌رود.

## زندگی و حرفه

### اوان زندگی و خانواده
ویلهلم آدولف ادوارد کاور در ۲۴ ژوئن ۱۹۰۰ در برلین آلمان به دنیا آمد. او یک پیشینه طولانی آکادمیک داشت. اولین مدرسه گرامر او جیمنیزیوم کایزرین آگوستا بود، موسسه‌ای که پدربزرگش، لودویگ کاور، بنیان‌گذار آن بود. این مدرسه در کاورشتراس، که به نام لودویگ نام‌گذاری شده بود، در منطقه شارلوتنبورگ برلین قرار داشت. این ساختمان هنوز هم وجود دارد اما اکنون یک مدرسه ابتدایی به نام «دبستان لودویگ کاور» است. بعدتر او وارد دبیرستان مومسن در برلین شد. پدرش نیز که ویلهلم کاور نام داشت، مشاور خصوصی و استاد مهندسی خط آهن در دانشگاه تکنیکی برلین بود. در سیزده سالگی کاور شیفته ریاضیات شد و هرچه بزرگ می‌شد نشان می‌داد که از نظر تحصیلی به این رشته گرایش دارد.
در آخرین مراحل جنگ جهانی اول، کاور برای مدت کوتاهی در ارتش آلمان خدمت کرد. او در سال ۱۹۲۵ با کارولین کاور (در حد یک رابطه) عروسی کرد و سرانجام صاحب شش اولاد شد.

### حرفه
کاور در زمینهٔ کاملاً نامرتبط با فیلترها شروع به کار کرد. وی از سال ۱۹۲۲ با ماکس فون لائو در مورد نسبیت عام مطالعه نموده و اولین کتابش در (۱۹۲۳) نیز در همین زمینه به چاپ رسید. بعدتر به دلایل نامشخص به مهندسی برق روی آورد. در سال ۱۹۲۴ کاور در رشته فیزیک کاربردی از دانشگاه تکنیکی برلین فارغ‌التحصیل شد.
سپس او مدتی برای شعبه‌ای از شرکت بل تلفن به نام «میکس و گنست» کار کرد و نظریه احتمالات را برای سوئیچینگ تلفن به‌کار برد. کاور همچنین بر روی رله‌های تایمر کار می‌کرد. او در این دوره دو کتاب مرتبط با مخابرات در مورد «سیستم‌های سوئیچینگ تلفن» و «تلفات انداکتورهای واقعی» داشت.
رابطه میکس و گنست با بل، برای کاور مسیر آسانی را برای همکاری با مهندسان AT&T در آزمایش‌گاه‌های بل در ایالات متحده فراهم کرد و مطالعه طراحی فیلتر توسط کاور کمک بزرگی به مهندسان کرد. بل در این زمان با همکاری افرادی مانند جورج کمپبل در بوستون و اتو زوبل در نیویورک پیشتاز طراحی فیلتر بود و مشارکت عمده‌ای در این راستا داشت. با این حال، کاور با رونالد ام. فاستر توافقات زیادی داشت و اثر او را حایز اهمیت بسیار می‌دانست. مقاله کاور با عنوان «قضیه راکتانس»، نقطه عطفی در نظریه فیلتر است و الهام بخش وی برای تعمیم این رویکرد به چیزی است که اکنون به عنوان حوزه سنتز شبکه شناخته می‌شود.
کاور در ژوئن ۱۹۲۶ در مؤسسه ریاضیات کاربردی و مکانیک دانشگاه تکنیکی برلین، مقاله پایان‌نامه خود را با عنوان «تحقق امپدانس‌های وابستگی فرکانس مشخص[a]» ارائه داد. این مقاله آغاز راه سنتز شبکه مدرن است.
کاور در سال ۱۹۲۷ به عنوان دست‌یار پژوهشی در مؤسسه ریاضیات ریچارد کورانت در دانشگاه گوتینگن مشغول به کار شد و در سال ۱۹۲۸ با دریافت مدرک تحصیلی خود، به عنوان استاد مهمان در دانشگاه مشغول به کار شد.
در طول بحران اقتصادی دهه ۱۹۲۰، کاور متوجه شد که نمی‌تواند از خانواده خود حمایت کند و در سال ۱۹۳۰ آن‌ها را به ایالات متحده آمریکا برد. در آن‌جا برای تحصیل در دانشگاه‌های MIT و هاروارد، بورسیه تحصیلی (کمک هزینه تحصیلی راکفلر) را دریافت کرد. کاور با وانوار بوش که برای حل مسائل ریاضی ماشین‌هایی را می‌ساخت همکاری می‌کرد. اساساً، این ماشین‌ها همان تجهیزاتی بودند که ما اکنون آن‌ها را کامپیوترهای آنالوگ می‌نامیم: کاور علاقه‌مند بود برای حل سیستم‌های خطی به کمک طراحی فیلتر از این ماشین‌ها استفاده کند. در سال ۱۹۳۱ در آمریکا، فعالیت وی روی مدارهای فیلتر[b] تکمیل شد.
کاور با بسیاری از محققین برجسته در زمینه طراحی فلتر در آزمایشگاه بل ملاقات کرد و با آن‌ها ارتباط مستحکمی داشت. از جمله این محققان هندریک، جورج کمبل، سیدنی دارلینگتون، فاستر و اتو زوبل بودند.
برای مدت کوتاهی، کاور برای «شرکت وایرد رادیو» در نیوآرک، نیوجرسی کار کرد. وی بعدتر به هدف ساخت یک کامپیوتر آنالوگ پرسرعت به گوتینگن بازگشت. با این حال کاور به دلیل بحران اقتصادی نتوانست بودجهٔ تهیه کند.
ظاهراً کاور با همکاران آلمانی خود روابط گرمی نداشته‌است. به گفته راینر پائولی، ارتباطات کاور با آن‌ها معمولاً مختصر و تجاری بود. به ندرت در مورد مسائل غیرکاری صحبت می‌کردند. اما ارتباط او با دوستان آمریکایی و اروپایی‌اش گرم‌تر بود. صحبت‌های آن‌ها شامل جزئیات تکنیکی و اغلب اخبار و احوال‌پرسی‌های شخصی و خانواده‌گی بود. این ارتباطات فراتر از دوستان آمریکایی رفت و شامل اِی. سی. بارتلت از شرکت جنرال الکتریک در ومبلی، راجر جولیا از «Lignes Télégraphiques et Téléphoniques» در پاریس، ریاضی‌دانان گوستاو هرگلوتز، گئورگ پیک و نظریه‌پرداز گراف اهل مجارستان دنس کونیگ بود.
کاور پس از ترک «مؤسسه تکنیکال» به مقصد میکس و گنست، در پی‌فعالیت در «Verband Deutscher Elektrotechniker" (VDE، انجمن مهندسان برق آلمان) بود.

### عصر نازی
کاور در نوامبر ۱۹۳۳، پیمان وفاداری اساتید دانشگاه‌ها و دبیرستان‌های آلمان به آدولف هیتلر و دولت ملی سوسیالیست را امضا کرد.
از سال ۱۹۳۳ به بعد، نیروی روبه رشد نازیسم به مانع بزرگی بر سر راه فعالیت‌های کاور تبدیل شد. موج ضدیهود در آن زمان، موجب شد تا اعضای دانشگاه‌ها، از جمله رئیس مؤسسه ریاضیات، ریچارد کورانت، مجبور به ترک سمت خود گردند. اگرچه کاور یهود نبود، اما معلوم شد که یکی از اجداد او به نام دانیل ایتزیگ یهودی بوده و در زمان فردریک دوم پروس به عنوان بانکدار خدمت کرده‌است. بر اساس قوانین نژادی، این افشاگری دلیل کافی برای برکناری کاور نبود، اما به هر حال شغل آینده او را تحت تأثیر قرار داد. بدین ترتیب وی عنوان استادی را به‌دست‌آورد اما هرگز کرسی‌ای به او داده نشد.
کاور در سال ۱۹۳۵، صاحب سه فرزند بود که حمایت از آن‌ها هر روز دشوارتر می‌شد و همین امر باعث شد تا او به عرصه صنعت بازگردد. وی در سال ۱۹۳۶ به‌طور موقت در کارخانه هواپیماسازی فیزلر در Fi 156 Storch در کاسل مشغول شد و سپس مدیر آزمایشگاه میکس و گنست در برلین شد. با این وجود، او از سال ۱۹۳۹ در دانشگاه تکنیکی برلین تدریس می‌کرد.
جلد اول اثر اصلی کاور در سال ۱۹۴۱ به نام نظریه مدارهای متناوب خطی منتشر شد.[e] نسخه دست‌نویس اصلی جلد دوم در جنگ ازمیان رفت. اگرچه کاور توانست این اثر را بازنویسی کند، اما نتوانست آن را منتشر نماید و نسخه بازنویسی شده آن نیز در طول جنگ از بین رفت. با این حال خانواده کاور مدتی پس از مرگ او، ترتیبی دادند تا برخی از مقالات او،[f] بر اساس توضیحات باقی‌مانده از مطالب مورد نظر برای جلد دوم، در قالب جلد دوم منتشر شوند.
کاور فرزندانش را نزد خویشاوندان خود در ویتسن‌هاوزن (در هسن) برد تا خودش را از سقوط احتمالی برلین به دست روس‌ها محافظت کند. در این زمان وی بر خلاف توصیه اطرافیان به برلین بازگشت. پس از پایان جنگ، پیکر او در گور دسته جمعی قربانیان اعدام‌های روسیه پیدا شد. سربازان شوروی کاور را در برلین-مارینفلده به عنوان گروگان دستگیر کرده و با گلوله کشته بودند. سازمان اطلاعات اتحاد جماهیر شوروی فعالانه به دنبال دانشمندانی می‌گشت که بتوانند در تحقیقات به این سازمان کمک کنند. کاور در فهرست افراد مورد نظر شان بود، اما ظاهراً مأموران اعدام او را نمی‌شناختند.

## سنتز شبکه
عمده‌ترین میراث کاور، معرفی ترکیب شبکهٔ، شبکه‌های غیرفعال بود. از او به عنوان بنیان‌گذار این رشته یاد می‌شود و انتشار اثر اصلی‌اش به زبان انگلیسی با استقبالی گرم مواجه شد. البته این اتفاق، هفده سال بعد از انتشار (در سال ۱۹۵۸) رخ داد. شبکه‌ها، به ویژه فیلترها، قبل از سنتز شبکه با استفاده از روش امپدانسِ تصویر طراحی می‌شدند. دقت پیش‌بینی پاسخ دریافت‌شده از چنین طرح‌هایی، به تطابق امپدانس دقیق بین مقاطع بستگی داشت. این دقت را می‌شد با مقاطع کاملاً داخلی فیلتر به دست آورد، اما تطبیق کامل با پایانه‌های انتهایی ممکن نبود؛ لذا طراحان فیلتر تصویر، مقاطع پایانی را در طراحی‌های خود که از فرم بهینه‌شدهٔ متفاوتی بودند را جهت تطبیق با پایانه‌های انتهایی به کار بستند تا این که بخواهند از پاسخ فیلتری استفاده کنند. انتخاب فرم چنین مقاطعی بیش از آن‌که به محاسبه طراحی بستگی داشته باشد، به تجربه طراح بستگی داشت. ترکیب شبکه نیاز به این کار مکمل را برطرف کرد، زیرا مستقیماً پاسخ فیلتر را پیش‌بینی کرده و پایانه‌ها را در سنتز می‌گنجاند.
کاور سنتز شبکه را به عنوان مشکل معکوس تجزیه و تحلیل شبکه در نظر گرفت. تجزیه و تحلیل شبکه به دنبال پاسخ یک شبکه مشخص می‌گردد، اما سنتز شبکه به دنبال این است که چه شبکه‌هایی می‌توانند پاسخ دلخواه را ایجاد کنند. کاور این مسئله را با تقسیم کمیت‌ها و عمل‌کردهای الکتریکی بر معادل‌های مکانیکی آن‌ها حل کرد. سپس، وقتی متوجه شد که آن‌ها کاملاً مشابه هستند، مکانیک لاگرانژی شناخته شده را در مسئله به کار برد.
به عقیده کاور، سنتز شبکه سه وظیفه اصلی دارد. اولین وظیفه توانایی تعیین این‌که آیا یک تابع انتقال داده شده به عنوان یک شبکه امپدانس قابل تحقق است یا خیر. دومین وظیفه یافتن اشکال متعارف (مینیمال) این توابع و روابط (تبدیلات) بین اشکال مختلفی که تابع انتقال یک‌سان را نشان می‌دهند، است. در نهایت و به‌طور کلی، یافتن یک راه حل دقیق المان محدود برای یک تابع انتقال ایده‌آل-مانند تضعیف صفر در تمام فرکانس‌های زیر فرکانس قطع معین و تضعیف بی‌نهایت از بالا ممکن نیست؛ لذا وظیفه سوم، یافتن تکنیک‌های تقریبی برای دستیابی به پاسخ‌های مورد نظر است.
در ابتدا، کار حول امپدانس‌های تک پورتی می‌چرخید. تابع انتقال بین ولتاژ و جریان، معادل عبارت برای خود امپدانس است. یک شبکه مفید می‌تواند در ارتباط با باز کردن یک شاخه از شبکه و فراخوانی خروجی آن تولید شود.

### تحقق پذیری
- پس از فاستر، کاور رابطه بین عبارت امپدانس یک شبکهٔ تک-پرتی و تابع تبدیل آن را تعمیم داد.[۱۰][۱۸]
- او شرط لازم و کافی برای تحقق امپدانس یک پورتی را کشف کرد. منظور از امپدانس یک پورتی، آن عبارات‌های امپدانس است که در واقع می‌توانند به عنوان یک مدار واقعی ساخته شوند.[۱۸] در مقالات بعدی، کاور این را به شبکه‌های چند پورتی نیز تعمیم داد.[۱۹]

### تبدیل
- کاور کشف کرد که تمام راه حل‌ها برای تحقق یک بیان امپدانس معین را می‌توان از یک راه حل داده شده توسط گروهی از تبدیلات آفین به دست آورد.[۲۰]
- او نردبان فاستر را به فیلترهایی تعمیم داد که شامل مقاومت‌ها بود (نردبان فاستر فقط راکتانس بودند) و یک ایزومورفیسم بین تمام شبکه‌های دو عنصری را کشف کرد.[۱۸][۲۱]
- او فرم‌های متعارف تحقق فیلتر را شناسایی کرد؛ یعنی فرم‌های حداقلی که شامل شبکه‌های نردبانی به‌دست آمده از کسر مسلسل اشتیلیس است.[۱۰][۱۸][۲۱]

### تقریب
- کاور از تقریب چبیشف برای طراحی فیلترها استفاده کرد. استفاده کاور از چند جمله‌ای‌های چبیشف منجر به فیلترهای شد که اکنون به عنوان فیلترهای بیضوی یا گاهی اوقات فیلترهای کاور شناخته می‌شوند و دارای انتقال سریع باندگذر به باند توقف برای حداکثر تغییرات تضعیف معین هستند. فیلترهای معروف چبیشف را می‌توان به عنوان یک مورد خاص از فیلترهای بیضوی در نظر گرفت و می‌توان در ارتباط با تکنیک‌های تقریب مشابه به آن‌ها رسید.[۱۰][۲۱][۲۲]

تلاش کاور در ابتدا نادیده گرفته شد زیرا فرم‌های متعارف او از ترانسفورماتورهای ایده‌آل استفاده می‌کردند. همین امر باعث شد که مدارهای او کاربرد عملی کم‌تری برای مهندسان داشته باشد. با این حال، به زودی معلوم شد که تقریب چبیشف کاور را می‌توان به راحتی در توپولوژی نردبانی نسبتاً مفیدتر اعمال کرد و ترانسفورماتورهای ایده‌آل را کنار گذاشت. از آن زمان به بعد، سنتز شبکه به عنوان روش انتخابی، جایگزین طراحی تصویر شد.

## کارهای دیگر
بیشتر آثار فوق در تکنگاری‌های اول[b] و دوم[e] کاور موجود است، در آن‌ها تا حد زیادی به تک پورتی‌ها پرداخته‌است. کاور در تز خود[c] نشان داد که در حالت کلی برای چند پورتی‌های سه عنصری (یعنی شبکه‌های که دارای هر سه عنصر R, L و C را هستند) نمی‌توان یک شکل متعارف فراگیر پیدا کرد و راه‌حل‌ها را تعمیم داد، بدین معنا که این وضعیت، با موارد دو عنصری متفاوت است. کاور با این روش، کار خود را بسط داد.
کاور کار بارتلت و برون را روی -پورتی‌های متقارن هندسی به همه دو پورتی‌های متقارن گسترش داد، یعنی دو پورتی که از نظر الکتریکی متقارن هستند اما لزوماً از نظر توپولوژیکی متقارن نیستند و نتیجتاً به تعدادی مدار متعارف دست یافت. او هم‌چنین دو پورتی آنتی‌متریک را مطالعه کرد. کاور قضیه فاستر را نیز به دو عنصری چندین پورتی ال‌سی (۱۹۳۱) تعمیم داد و نشان داد که تمام شبکه‌های ال‌سی معادل می‌توانند توسط تبدیل‌های خطی از یک‌دیگر[d] مشتق شوند.

## کتابشناسی

### آثار مورد ارجاع
- E. Cauer, W. Mathis, and R. Pauli, "Life and Work of Wilhelm Cauer (1900 – 1945)", Proceedings of the Fourteenth International Symposium of Mathematical Theory of Networks and Systems (MTNS2000), Perpignan, June 2000. Retrieved online 19 September 2008.
- Belevitch, V, "Summary of the History of Circuit Theory", Proceedings of the IRE, vol 50, pp848–855, May 1962.
- Bray, J, Innovation and the Communications Revolution, Institute of Electrical Engineers, 2002 ISBN 0852962185.
- Matthaei, Young, Jones Microwave Filters, Impedance-Matching Networks, and Coupling Structures McGraw-Hill 1964.